# Пак Со Ён
Пак Со Ён (кор. 박소연; род. 24 октября 1997) — южнокорейская фигуристка, выступавшая в одиночном катании. Чемпионка Южной Кореи (2015), участница Олимпийских игр (2014) и победительница Asian Trophy (2012).
По состоянию на февраль 2017 года занимала пятнадцатое место в рейтинге Международного союза конькобежцев.

## Карьера
Пак родилась на юге Республики Корея в 1997 году. В детстве посещала балетные классы, в восемь лет по совету матери начала заниматься фигурным катанием. На протяжении карьеры каталась под руководством Чи Хёнджон.
В 2010 году завоевала бронзовую медаль на взрослом чемпионате Южной Кореи. Поскольку возрастные критерии допуска фигуристов на турниры Международного и Корейского союзов конькобежцев различались, Пак не могла участвовать не только на взрослых, но и на юниорских международных стартах. Через год, достигнув необходимого возраста, дебютировала на турнирах юниорского Гран-при. По результатам выступлений на этапах серии завоевала квоту на юношеские Олимпийские игры, где заняла четвёртое место в соревнованиях одиночниц, а в командном турнире стала бронзовым призёром.
В сезоне 2012/2013 победила на взрослом Asian Trophy и стала двенадцатой на чемпионате мира среди юниоров. В следующем соревновательном сезоне завоевала четвёртое серебро чемпионата страны и вошла в состав сборной на главные старты. Корейская команда подходила к Олимпиаде в Сочи с тремя максимально возможными квотами в женском одиночном катании. Пак выступила на Играх вместе с Ким Ёна и Ким Хэджин, пройдя в финальный сегмент соревнований. На чемпионате мира безукоризненно исполнила произвольный прокат и расположилась на девятой строчке. Пак стала первой корейской одиночницей, помимо Ким Ёна, попавшей в десятку лучших на чемпионатах мира.
На чемпионат четырёх континентов 2015 отправилась в ранге чемпионки Южной Кореи, как и год назад завершив турнир на девятом месте. Затем на чемпионате мира стала двенадцатой. В 2016 году осталась без медалей национального чемпионата. Но из-за того, что чемпионка Ю Ён и бронзовый призёр Лим Ынсу не достигли необходимого возраста для взрослых соревнований, Пак была включена в команду на чемпионат мира и четырёх континентов. На Четырёх континентах продемонстрировала хорошее катание, установила личный рекорд в коротком прокате и по сумме баллов, оказавшись на четвёртой позиции. На последующем чемпионате мира кореянка финишировала лишь восемнадцатой.
Сезон 2016/2017 она начала на Asian Trophy, проходившем в Маниле, где заняла четвёртую строчку. Затем стартовала на Lombardia и Nebelhorn Trophy, расположившись на пятом и четвёртом месте соответственно. На Гран-при США стала восьмой среди двенадцати участниц. На этапе серии Гран-при во Франции финишировала пятой, установив личные рекорды за короткую и произвольную программы. Впоследствии получила травму, из-за которой досрочно закончила сезон.
Восстановившись от травмы, Пак появилась на соревновательном льду спустя год. На Гран-при Японии 2017 финишировала последней. На чемпионате страны получила пятую сумму баллов, по этой причине не попала в сборную на домашние Олимпийские игры, но получила возможность выступить на чемпионате четырёх континентов, став одиннадцатой. В 2019 году заняла пятую строчку Универсиады в Красноярске и участвовала в ледовом шоу, организованном Ким Ёна. После чего завершила соревновательную карьеру, присоединившись к труппе «Cirque du Soleil».

## Результаты
| Соревнования                | 09/10         | 10/11         | 11/12         | 12/13         | 13/14         | 14/15         | 15/16         | 16/17         | 17/18         | 18/19         |
| Международные               | Международные | Международные | Международные | Международные | Международные | Международные | Международные | Международные | Международные | Международные |
| --------------------------- | ------------- | ------------- | ------------- | ------------- | ------------- | ------------- | ------------- | ------------- | ------------- | ------------- |
| Олимпийские игры            |               |               |               |               | 21            |               |               |               |               |               |
| Чемпионат мира              |               |               |               |               | 9             | 12            | 18            |               |               |               |
| Четыре континента           |               |               |               |               | 9             | 9             | 4             |               | 11            |               |
| Гран-при США                |               |               |               |               |               | 5             | 9             | 8             |               |               |
| Гран-при России             |               |               |               |               |               | 5             |               |               |               |               |
| Гран-при Китая              |               |               |               |               |               |               | 8             |               |               |               |
| Гран-при Франции            |               |               |               |               |               |               |               | 5             |               |               |
| Гран-при Японии             |               |               |               |               |               |               |               |               | 12            |               |
| Универсиада                 |               |               |               |               |               |               |               |               |               | 5             |
| Alpen Trophy                |               |               |               |               |               |               |               |               |               | 8             |
| Asian Trophy                |               |               |               | 1             |               | 3             |               | 4             |               |               |
| Nebelhorn Trophy            |               |               |               |               |               |               |               | 4             |               |               |
| Lombardia Trophy            |               |               |               |               |               |               |               | 5             |               |               |
| Finlandia Trophy            |               |               |               |               |               |               | 4             |               |               |               |
| Международные среди юниоров |               |               |               |               |               |               |               |               |               |               |
| Чемпионат мира              |               |               |               | 12            |               |               |               |               |               |               |
| Гран-при Турции             |               |               |               | 2             |               |               |               |               |               |               |
| Гран-при США                |               |               |               | 6             |               |               |               |               |               |               |
| Олимпиада — одиночницы      |               |               | 4             |               |               |               |               |               |               |               |
| Олимпиада — команда         |               |               | 3             |               |               |               |               |               |               |               |
| Гран-при Австрии            |               |               | 6             |               |               |               |               |               |               |               |
| Гран-при Италии             |               |               | 4             |               |               |               |               |               |               |               |
| Asian Trophy                |               |               | 2             |               |               |               |               |               |               |               |
| Национальные                |               |               |               |               |               |               |               |               |               |               |
| Чемпионат Южной Кореи       | 3             | 2             | 2             | 2             | 2             | 1             | 5             |               | 5             | 4             |